# Antonio Monerris
Antonio Monerris Hernández (Barcelona, 29 de junio de 1932), fue un ejecutivo español, presidente del grupo químico Henkel Ibérica, y presidente fundador de Ecoembes, una entidad que realiza tareas de recogida selectiva en España. Ha recibido la Gran Cruz de la Orden del Mérito Civil.

## Desarrollo profesional
Tras finalizar su formación en Estudios Mercantiles, se incorporó en 1955 a la compañía anglo holandesa Unilever que comenzaba su expansión en España.  Entre 1955 y 1968 ocupó diversos cargos directivos como director nacional de ventas y director comercial.  Ejerció como director de marketing, director general y consejero delegado de Braun entre 1968 y 1977.
Ha sido miembro y vocal de la Junta de Patrones de la Fundación Empresas IQS (Instituto Químico de Sarriá), y del club Rotary Club de Barcelona Mediterráneo.Fue presidente de Ecoembalaje y del ,Aula de Extensión Universitaria de San Cugat.

## Premios y reconocimientos
- Premio del Club de Marketing de Barcelona - 1994.[9]
- Medalla President Macià - 1998.[cita requerida]
- Gran Cruz de la Orden del Mérito Civil - 2002.[10]